# Protivtenkovsko ratovanje
Protivtenkovsko ratovanje je proizišlo iz potrebe da se razviju tehnologija i taktike za uništavanje tenkova tokom Prvog svetskog rata (1914-1918). Trojna antanta je razvila prve tenkove 1916. godine, i oni su upotrebljeni u bici 1917. godine. Nemačko carstvo je razvilo prvo protivtenkovsko oružje. Protivtenkovsko oružje koje je prvo razvijeno bila je uvećana puška, Mauzer 1918 T-Gevehr, koja je ispaljivala metke od 13 mm koji su mogli da probiju tanki oklop tenkova tog vremena i da unište motor ili da odskaču unutra, ubijajući posadu. Budući da tenkovi predstavljaju najveću neprijateljsku projekcionu silu na kopnu, vojni stratezi su od tada inkorporirali protivtenkovsko ratovanje u doktrinu skoro svake borbene službe. Najdominantnije protivtenkovsko naoružanje na početku Drugog svetskog rata 1939. godine uključivalo je tenkovske topove, protivtenkovske topove i protivtenkovske granate koje koristi pešadija, kao i kopnene avione.
Protivtenkovsko ratovanje ubrzano se razvijalo tokom Drugog svetskog rata (1939-1945), što je dovelo do uključivanja prenosnog oružja pešadije kao što je bazuka, protivtenkovski borbeni inženjering, specijalizovane protivtenkovske avione i samohodne protivtenkovske topove (tenkovski razarači). Sovjetska Crvena armija i Nemačka vojska razvile su metode borbe protiv ofanzivnih tenkova, uključujući razmeštanje statičkog protivtenkovskog oružja ugrađenog u dubinske odbrambene položaje, zaštićenog protivtenkovskim preprekama i minskim poljima, a podržanog mobilnim protivtenkovskim rezervama i vazduhoplovnim napadima.
Tokom Hladnog rata, Sjedinjene Države, Sovjetski Savez i druge zemlje razmišljale su o mogućnosti nuklearnog rata. Dok je prethodna tehnologija bila razvijena za zaštitu posade oklopnih vozila od projektila i eksplozivnih oštećenja, pojavila se mogućnost zračenja. U zemljama NATO-a se malo, ako se išta, desilo u pogledu definisanja doktrine o tome kako koristiti oružane snage bez upotrebe taktičkog nuklearnog oružja. U sovjetskoj sferi uticaja teorijski je proučavana nasleđena doktrina operativnog manevra kako bi se razumelo kako se tenkovima vođena sila može koristiti čak i uz pretnju od ograničene upotrebe nuklearnog oružja na perspektivnim evropskim ratištima. Varšavski pakt razvio je rešenja manevarskog ratovanja, uz masovno povećavanje broja protivtenkovskog oružja. Da bi to postigli, sovjetski vojni teoretičari, poput Vasilija Sokolovskog (1897-1968), došli su do zaključka da protivtenkovsko oružje mora da preuzme ofanzivniju ulogu, a ne tradicionalnu odbrambenu ulogu Velikog domovinskog rata (1941-1945) postajući mobilnije. To je dovelo do razvoja poboljšanih vođenih protivtenkovskih raketa, mada su slični dizajnerski radovi bili izvedeni i u zapadnoj Evropi i Sjedinjenim Državama.
Obe strane u Hladnom ratu takođe su prepoznale korisnost lakog protivtenkovskog oružja, što je dovelo do daljeg razvoja portabilnog oružja koje koristi pešadijski odred, dok su teže rakete montirane na namenske raketne tenkovske razarače, uključujući namenske protivtenkovske helikoptere, i još teže vođene protivtenkovske projektile lansirane iz aviona. Dizajneri su takođe razvili nove vrste artiljerijske municije u vidu granata za napad od gore i granata koje su korišćene za zasićenje područja protivoklopnim bombama. Helikopteri bi se takođe mogli koristiti za brzo isporučivanje raspršenih protivtenkovskih mina.
Od kraja hladnog rata 1992. godine, jedine veće nove pretnje tenkovima i drugim oklopnim vozilima bile su daljinski detonirane improvizovane eksplozivne naprave (IED) korišćene u asimetričnom ratovanju i sistemi oružja poput RPG-29 i FGM-148 Javelin, koji su mogu da probiju reaktivni oklop ili granatni oklop. Oba ta sistema oružja koriste tandemsku bojnu glavu u kojoj prvi stupanj tandemske bojeve glave aktivira reaktivni oklop, a drugi stupanj tandemske bojeve glave poražava oklop pomoću visoko eksplozivnog protivtenkovskog (HEAT) oblika naboja.

## Taktike

### Samoubilačko bombardovanje
Kineske trupe u Drugom kinesko-japanskom ratu su koristile samoubilačke bombaške napade protiv japanskih tenkova. Kineske trupe su privezivale eksploziv poput granata ili dinamita na svoja tela i bacile se pod japanske tenkove kako bi ih raznele. Ova taktika korišćena je tokom bitke za Šangaj, gde je kineski bombaš samoubica zaustavio kolonu japanskih tenkova izazivajući eksploziju ispod prvog tenka, i u bici kod Tajerdžuanga, gde su kineske trupe opasane granatama i dinamitom napale japanske tenkove. Tokom jednog incidenta u Tajerdžuangu, kineski bombaši samoubice su uništili četiri japanska tenka svežnjevima granata.
Južnokorejanci su napali severnokorejske tenkove koristeći samoubilačku taktiku tokom severnokorejske invazije Juga.
Američke tenkove u Seulu napale su severnokorejske samoubilačke jedinice, koje su koristile torbe sa eksplozivom. Severnokorejski vojnik koji je eksplodirao američki tenk samoubistvenom bombom Li Su-Bok je poznat kao heroj u severnokorejskoj propagandi.
Tokom Iransko-iračkog rata, iranac Mohamad Hosein Fahmide razneo je sebe granatom pod iračkim tenkom.
Prema sudanskom piscu Mansur Al-Hadžu, sudanski džihadisti su bili obučeni za napad na neprijateljske tenkove samoubilačkim bombaškim napadima.